# Qixia Shan
Der Qixia Shan oder Qixia-Berg (chinesisch 栖霞山, Pinyin Qīxiá Shān, englisch Mount Qixia / Qixia Mountain) ist ein ca. 20 km nordöstlich der Stadt Nanjing in der chinesischen Provinz Jiangsu gelegener Berg.
Er ist eine berühmte buddhistische Stätte. Der Qixia-Tempel und seine Sarira-Stupa befinden sich auf ihm. Eine Zweigstelle der Akademie für Buddhismus Chinas (Zhongguo Foxueyuan) befindet sich am Qixia-Berg.